# Zé Luís (ur. 1991)
Zé Luís, właśc. José Luís Mendes Andrade (ur. 24 stycznia 1991 w Nossa Senhora da Conceição) – kabowerdeński piłkarz występujący na pozycji napastnika, reprezentant Republiki Zielonego Przylądka w latach 2010–2019.

## Kariera klubowa
Zé Luís jest wychowankiem klubu Académica Fogo. W 2008 roku trafił do juniorskiego zespołu Batuque FC, a rok później przeniósł się do portugalskiego Gil Vicente FC. W wieku 18 lat podpisał profesjonalny kontrakt z tym klubem, grając zarówno wśród juniorów, jak i senoiorów. W swoim pierwszym sezonie wystąpił w zaledwie 6 meczach Liga de Honra – debiutował 29 listopada 2009 roku w przegranym 0–3 meczu z GD Chaves – w których jednak zdołał zdobyć cztery bramki. W sezonie 2010/11, który dał zespołowi Gil Vicente awans do portugalskiej ekstraklasy, Zé Luís strzelił 10 bramek w 22 meczach ligowych, dokładając do tego trafienia w Pucharze Portugalii i Pucharze Ligi.
Dobry sezon dla zespołu z Barcelos skutkował transferem do Sportingu Braga, z którym to klubem podpisał pięcioletni kontrakt. Pierwszy sezon w nowej drużynie nie był jednak dla zawodnika z Wysp Zielonego Przylądka, gdyż jego pierwszą połowę stracił na skutek złamania kości śródstopia, którego doznał tuż przed rozpoczęciem rozgrywek. Po blisko półrocznej rehabilitacji został wypożyczony do Gil Vicente, gdzie zagrał w szesnastu meczach we wszystkich rozgrywkach. Po powrocie do Bragi nie zawsze znajdował miejsce w szerokim składzie na mecz pierwszej drużyny, częściej grając z drugim zespołem w rozgrywkach drugiej ligi. Pomimo tego, czterokrotnie wchodził z ławki w fazie grupowej Ligi Mistrzów (debiutował w tych rozgrywkach 23 października 2012 roku w końcówce meczu z Manchesterem United). W sezonie 2013/2014 był wypożyczony do Videotonu, a w 2015 przeszedł do Spartaka Moskwa. Następnie spędził sezon 2019/20 w FC Porto. W latach 2020–2021 reprezentował barwy  Lokomotiwu Moskwa.

### Statystyki
Aktualne na dzień 5 października 2014 r.
| 2009/10            | Gil Vicente        | Segunda Liga        | 5  | 4  | 0 | 0 | 0  | 0 | — | — | 5   | 4  |
| 2010/11            | Gil Vicente        | Segunda Liga        | 21 | 10 | 1 | 1 | 5  | 2 | — | — | 27  | 13 |
| 2011/12            | SC Braga           | Primeira Liga       | 0  | 0  | 0 | 0 | 0  | 0 | 0 | 0 | 0   | 0  |
| 2011/12            | Gil Vicente (wyp.) | Primeira Liga       | 13 | 4  | 0 | 0 | 3  | 1 | — | — | 16  | 5  |
| 2012/13            | SC Braga           | Primeira Liga       | 14 | 4  | 1 | 1 | 0  | 0 | 5 | 0 | 20  | 5  |
| 2012/13            | Sporting Braga B   | Segunda Liga        | 14 | 4  | — | — | —  | — | — | — | 14  | 4  |
| 2013/14            | Videoton FC        | Nemzeti Bajnokság I | 26 | 9  | 3 | 1 | 9  | 5 | 0 | 0 | 38  | 15 |
| 2014/15            | SC Braga           | Primeira Liga       | 6  | 3  | 0 | 0 | —  | — | — | — | 6   | 3  |
| Łącznie w karierze | Łącznie w karierze | Łącznie w karierze  | 99 | 38 | 5 | 3 | 17 | 8 | 5 | 0 | 126 | 49 |

## Kariera reprezentacyjna
W 2009 roku wraz z reprezentacją do lat 21 zdobył złoty medal podczas rozgrywanych w Portugalii Igrzysk Luzofonii.
W seniorskiej reprezentacji zadebiutował 24 maja 2010 roku w towarzyskim spotkaniu z Portugalią. Swoją pierwszą bramkę w drużynie narodowej zdobył 2 czerwca 2012 roku w meczu ze Sierra Leone, rozgrywanym w ramach kwalifikacji do Mistrzostw Świata w Brazylii.
W grudniu 2012 roku otrzymał powołanie na pierwszy w historii Wysp Zielonego Przylądka Puchar Narodów Afryki, jednak w ostatniej chwili zrezygnował z udziału w turnieju z, jak podano, powodów osobistych.

### Mecze w reprezentacji
Stan na 10 września 2014 r.
| Drużyna narodowa              | Rok  | Mecze | Bramki |
| ----------------------------- | ---- | ----- | ------ |
| Republika Zielonego Przylądka |      |       |        |
| 2010                          | 1    | 0     |        |
| 2011                          | —    | —     |        |
| 2012                          | 6    | 0     |        |
| 2013                          | —    | —     |        |
| 2013                          | 2    | 2     |        |
| Suma                          | Suma | 9     | 2      |